# Renato Medina-Vassallo
Renato Medina-Vassallo (Lima, 15 de octubre de 1983) es un actor peruano de cine, teatro y televisión conocido principalmente por su papel antagónico como el prócer argentino Bernardo de Monteagudo en la serie peruana de corte histórico El último bastión.

## Biografía
Inició su carrera actoral en el teatro en el año 2013, siendo parte del elenco de Hamlet: Príncipe de Dinamarca, obra inaugural del Teatro Ricardo Blume en Lima. A partir de entonces, participaría en diversos montajesentre los que destacan Un país tan dulce de 2017, homenaje al escritor peruano Leonidas Yerovi; El plebeyo de 2017, homenaje al cantautor criollo Felipe Pinglo en el Teatro Municipal de Lima, donde interpretó al cantautor Pedro Espinel; y Bolognesi en Arica de 2021, donde interpretó al héroe peruano Alfonso Ugarte.
Desde 2018 cobró notoriedad al interpretar al prócer argentino Bernardo de Monteagudo en El Último Bastión, serie de corte histórico del canal estatal TV Perú, realizada como parte de las celebraciones del bicentenario de la independencia del Perú. Posteriormente, la serie ingresó al catálogo internacional de Netflix donde se mantuvo hasta 2024. Medina-Vassallo también representaría a Monteagudo en el teatro, en la obra Somos Libres del escritor peruano Eduardo Adrianzén, en 2021.
En el 2022 cocreó y protagonizó Recontra Normal, serie web de contenido LGBTIQ+ que obtuvo el reconocimiento de la plataforma Crónicas de la diversidad en el Festival de Cine de Lima 2023.

## Filmografía

### Cine
- El último verano (2016)
- El gran León (2018)

### Televisión
- Conversando con la Luna (2014)
- El último bastión (2018)
- Tu nombre y el mío (2024)
- Solamente Milagros (TBA)

### Web
- Leo en el espacio (2020)[11][12]
- Recontra Normal (2022)